# Carla Alma
Carla Alma (Uithuizermeeden, 1950) is een Groninger voormalig milieuactivist en waterschapsbestuurder. Ze wordt wel de Florence Nightingale van het milieu genoemd.

## Biografie
Alma werd in Uithuizermeeden geboren, onder de dijk bij de Waddenzee, als dochter van een biologische kweker annex dijkwachter. Vrijwel haar hele leven zou ze zich bekommeren om de milieukwaliteit van het waddengebied. Zoals ze het later zelf zou omschrijven ‘Het zoute water zit in mijn bloed’. Ook zei ze geïnspireerd te zijn door haar vader die als een van de weinige kwekers weigerde het bestrijdingsmiddel DDT te gebruiken.
Alma doorliep de middelbare school in de stad Groningen (Maartenscollege). Vervolgens startte ze een opleiding geografie aan de Rijksuniversiteit Groningen die ze afrondde in 1979. Haar eindscriptie ging over de invloed van de Eemshaven op de landbouwstructuur in de regio.
Haar eerste baan was bij het Asser stedenbouwkundig bureau BugelHajema, dat zich onder meer bezighield met een bestemmingsplan voor de Eemshaven.
Al tijdens haar studie was ze actief als milieuactivist. Zo gooide ze rookbommen tijdens de opening van de Eemshaven Ook raakte ze al snel betrokken bij de Werkgroep Eemsmond in Groningen, onderdeel van de Waddenvereniging. In 1980 trad ze in dienst bij deze werkgroep.
In 1999 startte ze een eigen advies- en organisatiebureau, maar na 2000 zou ze een groot deel van haar werkzame leven fungeren als bestuurder van waterschap Noorderzijlvest.

## Eigenzinnig activist

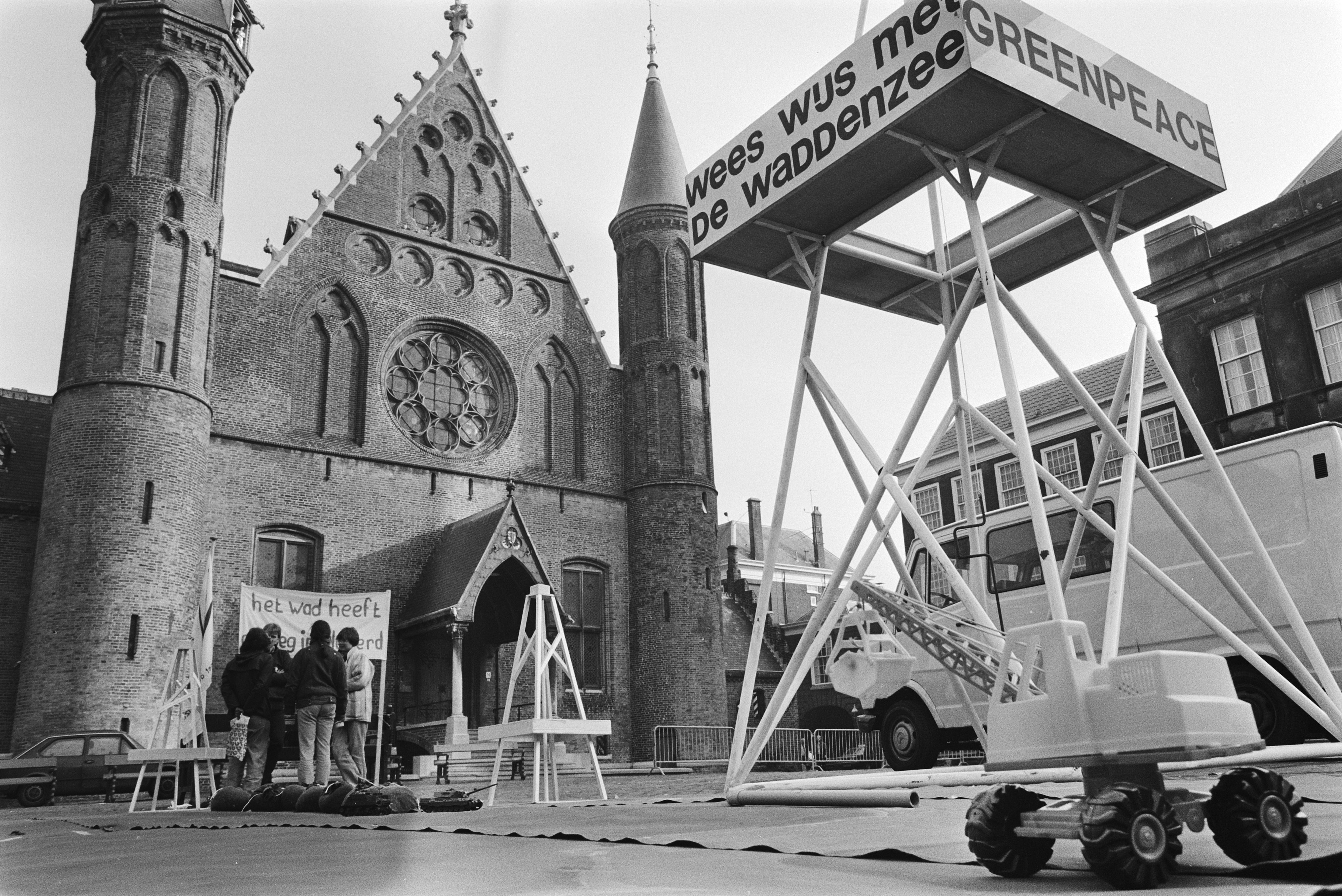
Acties van Waddenvereniging en Greenpeace tegen olieboringen in de Waddenzee 1983

Als actiecoördinator bij de Werkgroep Eemsmond van de Waddenvereniging ontpopte zich als een eigenzinnig en grondig werkende activist. Ze werd actief in een tijd dat de milieubeweging steeds meer handen en voeten kreeg en wat betreft deskundigheid en daadkracht opgewassen was tegen de overheid die zeker op regionaal niveau nog volop bezig was normen en afwegingskaders te ontwikkelen voor milieuverontreiniging.
Zo wilde de provincie Groningen de zieltogende Eemshaven ontwikkelen en juichte deze verdere industrialisatie in het gehele Eemsmondgebied toe. Dat dit tot toenemende milieuverontreiniging zou leiden onderkende de provincie maar provinciaal milieubeleid was er nauwelijks.
Alma verzette zich als belangrijke woordvoerder van de Werkgroep Eemsmond krachtig tegen de verontreiniging van de bestaande industrie en ageerde tegen plannen om nieuwe vervuilende industrie te vestigen. Niet alleen bekommerde ze zich om de bodem-, water- en luchtverontreiniging van deze bedrijven, ook maakte ze zich zorgen over de veiligheid van omwonenden en over het soms hoge energiegebruik van deze bedrijven. Zo keerde ze zich tegen de praktijken van vele bestaande of geplande industrieën in het Eemsmondgebied zoals AKZO, Aldel, Avebe, Billiton, Dow Chemical, Gasunie, NAM, Refining, Silenka en Xantar/DSM.
Ook verzette ze zich krachtig tegen vervuiling door de scheepvaart, gasboringen, kernenergieplannen en het Duitse voornemen voor een Dollardhafen. Mede door haar inzet kon de komst van verscheidene industrieën worden tegengehouden of gingen deze schoner produceren.
Niet alleen de industrieën zelf, maar ook overheden, met name de provincie Groningen, die in haar ogen een slecht milieubeleid voerde, vonden Alma op hun weg.

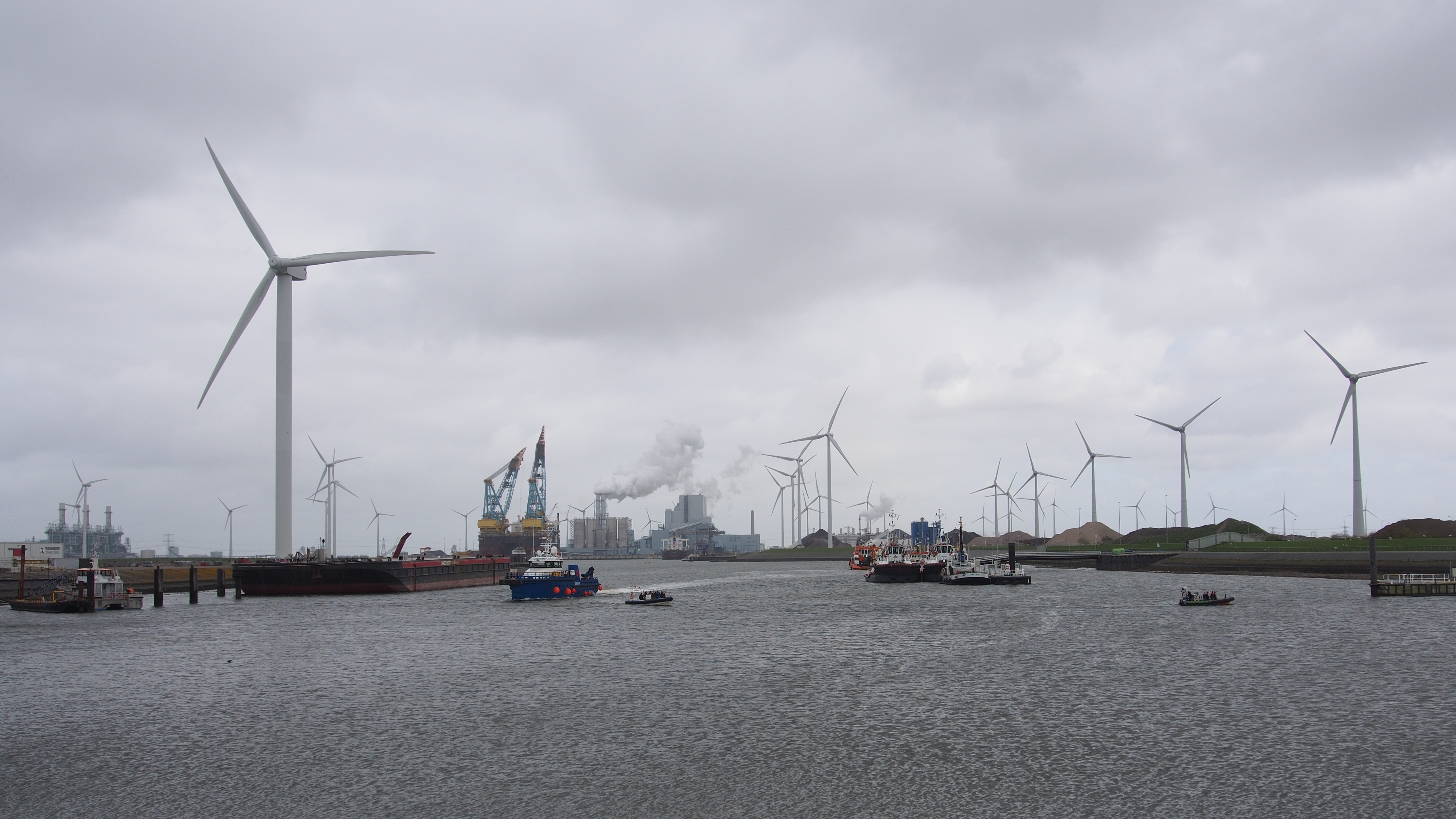
Eemshaven 2016

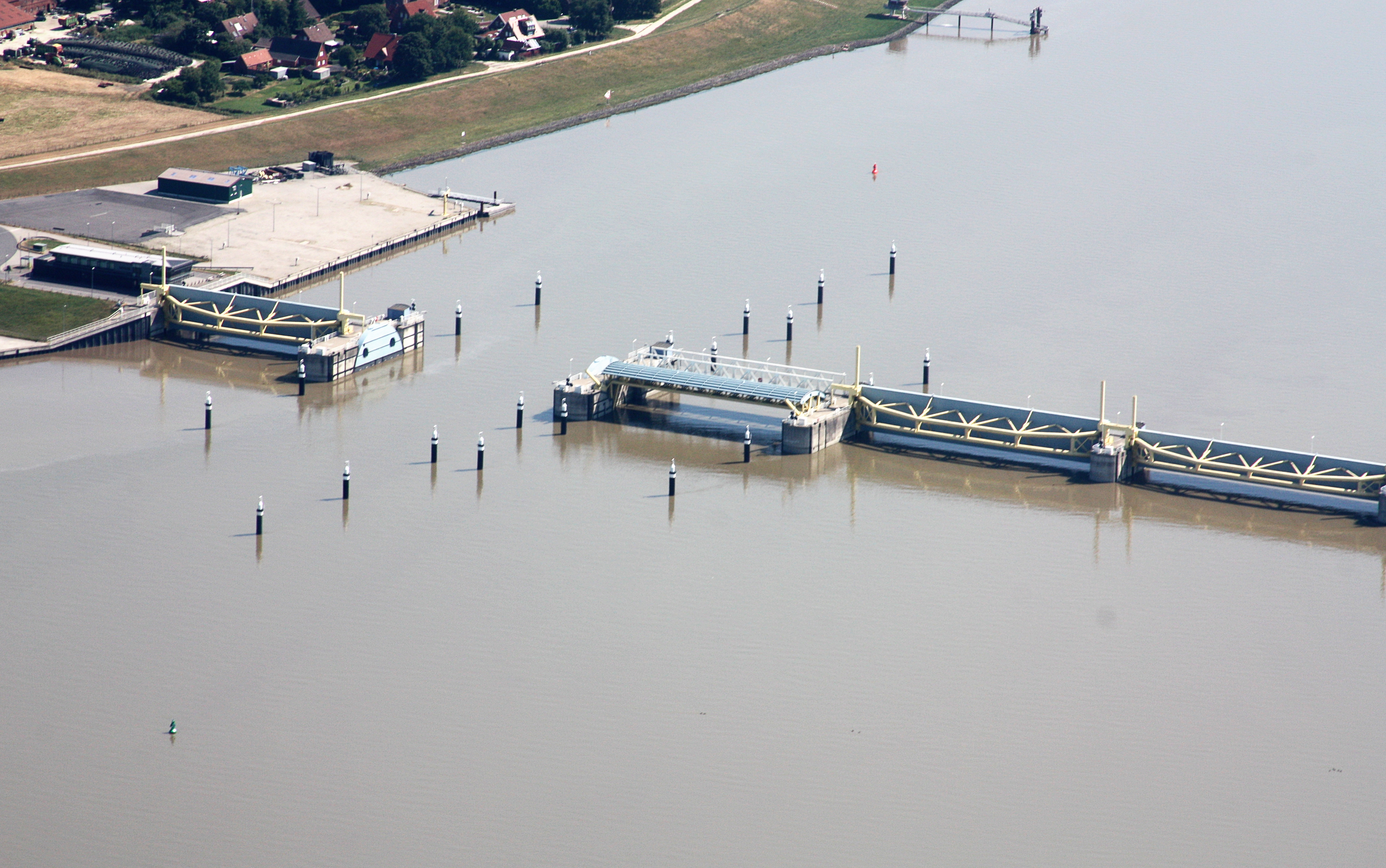
Deel stormvloedkering in de Eems 2010

Ze ageerde fel tegen de aanleg van de stormvloedkering in de Eems door de Duitse overheid, een kering die nodig was om de scheepswerf Meyer Werf in Papenburg (Duitsland) in staat te stellen grote cruiseschepen te bouwen. Tijdens de opening van dit bouwwerk (Emssperrwerk) in 2002 liet ze een krachtig protest tegen de Duitse regering horen: ze riep bij het slaan van de eerste paal door bondskanselier Gerhard Schröder per megafoon dat hier een rivier werd verkracht.
Haar krachtige en weinig ontziende stijl bracht haar geregeld in conflict met anderen, met name provinciale bestuurders die haar van eenzijdigheid betichtten.

## Interne conflicten Waddenvereniging
Maar ook binnen de Waddenvereniging was ze onderdeel van conflicten. Ze keerde zich in 1981 bijvoorbeeld tegen het plan van Han Jansen. Deze wilde bij wijze van kunstwerk lokaal tijdelijk het water van de Waddenzee rood kleuren. Haar verzet was opmerkelijk omdat Han Jansen huisontwerper was van het natuur- en milieutijdschrift Noorderbreedte waarin Alma zelf ook veel publiceerde. Bovendien had zijn kunstwerk als doel het bewustzijn over de kwaliteit van de Waddenzee te verhogen.
Serieuzer was een conflict met toenmalig voorzitter Rik Herngreen die vond dat het bedrijf Xantar alles had gedaan om in aanmerking te komen voor een milieuvergunning en zich dus mocht vestigen aan de rand van de Waddenzee. Veel anderen binnen de vereniging onder wie Alma, zagen dat anders. Het leidde tot het vertrek van Herngreen.
In 1998 en 1999 vlamde de discussie weer op tussen de meer op actiegerichte vleugel en de meer op overleg gerichte vleugel van de vereniging. Verscheidene vertegenwoordigers van de actiegerichte vleugel verlieten al dan niet gedwongen de vereniging. Alma was een van hen.

## Bestuurder Waterschap Noorderzijlvest
In 2000 werd Alma bestuurslid van waterschap Noorderzijlvest, met als beleidsterreinen natuur in brede zin, inclusief visserij, waterberging en beekherstel. Ze had aanvankelijk echter moeite met deze organisatie omdat ze de cultuur te log vond. Ze hekelde tevens de eenzijdige samenstelling van het bestuur van waterschap Noorderzijlvest waar veel van de zogenaamde geborgde zetels naar de boerenvertegenwoordigers gingen. Zo werd in haar ogen het algemeen belang minder gediend.
Van 2009 tot 2019 was ze desalniettemin lid van het dagelijks bestuur van dit waterschap als vertegenwoordiger van de partij Water Natuurlijk. Binnen dit waterschap heeft ze zich onder meer sterk gemaakt voor het grote waterberging- en natuurproject De Onlanden en met verwante kwesties betreffende natuur, zoals vispassages en andere waterbergingsprojecten.
Anders dan bij de werkgroep Eemsmond ontwikkelde ze zich als een bestuurder die compromissen wilde en kon sluiten met anderen.
Vanwege haar grote inzet voor natuur en milieu en met name het natuurlijker en schoner maken van het watersysteem in het beheergebied van Waterschap Noorderzijlvest werd ze in 2014 door Natuurmonumenten genomineerd als Groenste politicus.
Vanuit het waterschap was ze ook bestuurlijk betrokken bij andere organisaties zoals de gebiedscoöperatie Zuidelijk Westerkwartier, waar ze zich inzette voor beekherstel, natuurvriendelijk peilbeheer en visbeheer. Daarbij probeerde ze zo veel mogelijk de bevolking te betrekken en werkte ze nauw samen mat andere partijen zoals landbouworganisatie LTO, agrarische natuurverenigingen, SBB en gemeenten.

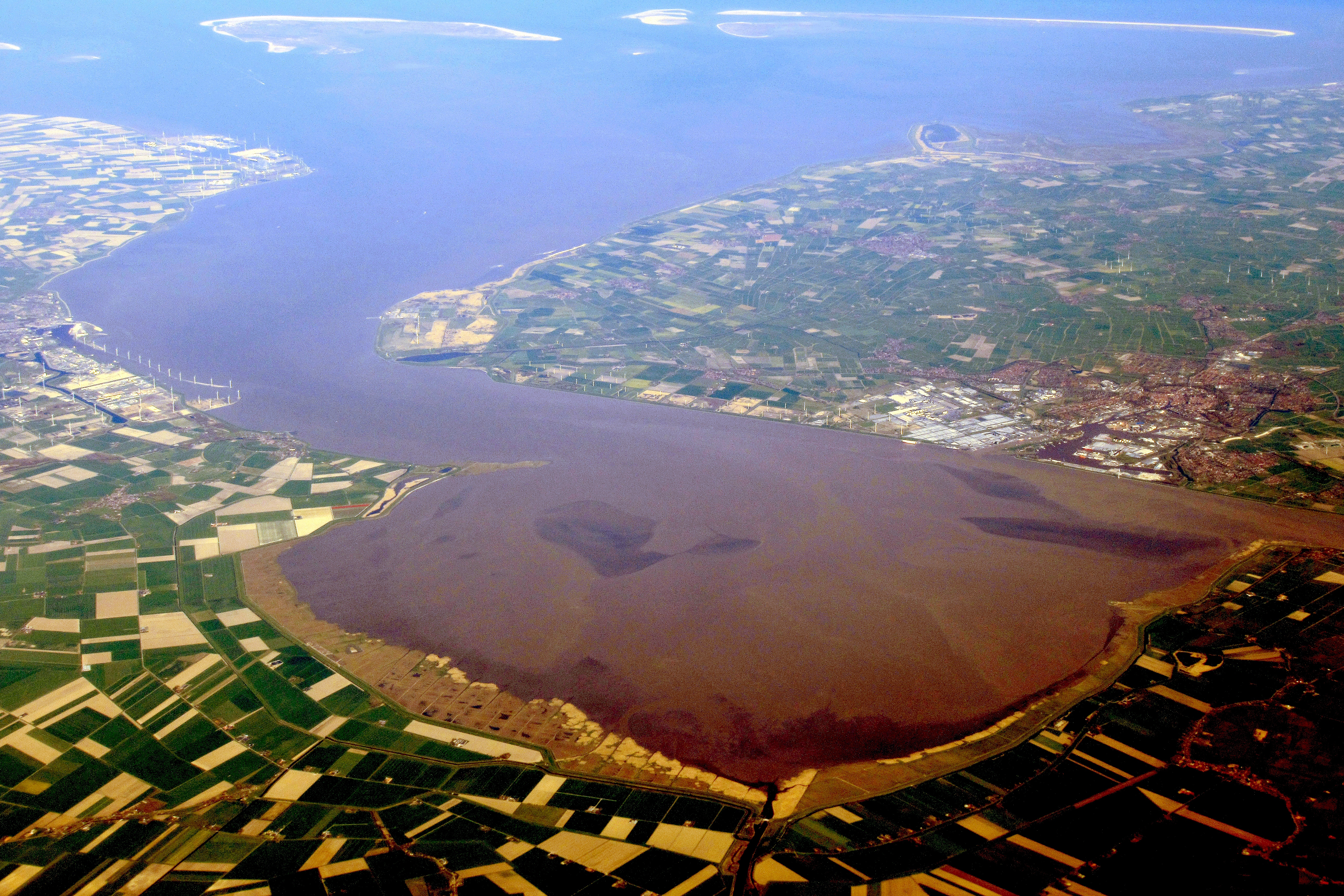
Luchtfoto van het Eemsdollardgebied met Emden waar de Dollardhafen gepland was, en de Eemshaven

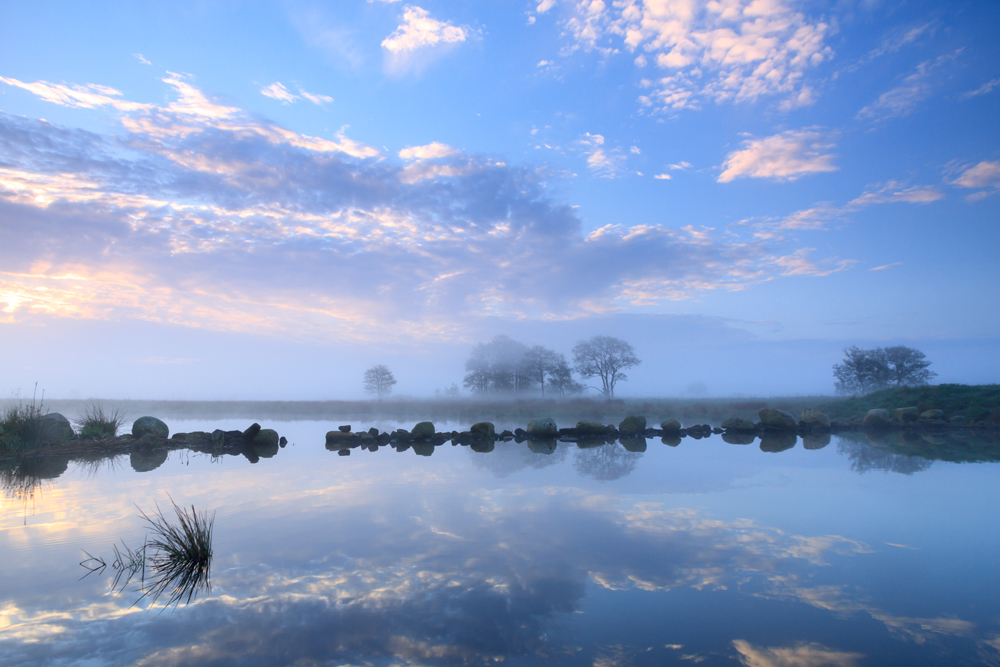
Natuur- en waterberggebied De Onlanden, 2012

## Overig
Alma was van 1982 tot 2004 lid van de redactie van Noorderbreedte. Ze bleef ook na haar vertrek bij het waterschap actief binnen groene organisaties; zo was zij lid van lokale en landelijke besturen van het Nivon.
Behalve voor natuur en milieu zette Alma zich in voor geestelijk gehandicapten; ze was bestuurlijk actief binnen de organisatie Nieuw Woelwijck voor verstandelijk gehandicapten in Sappemeer. Ook hierover heeft ze duidelijke opinies die ze af en toe publiek maakt. Zo beklaagde ze zich, zelf curator van een verstandelijk gehandicapte zoon, over de plannen voor voorzieningen binnen deze vorm van zorg in het dagblad NRC

## Publicaties
Alma was auteur van talloze publicaties, doorgaans over de ontwikkelingen in het Eemsmondgebied, veelal in het tijdschrift Noorderbreedte. Naast deze artikelen zijn verschenen:
1. Carla Alma (2017) Dollard, een dijk te ver, laat zien hoe in de jaren zeventig van de vorige eeuw een historisch omslagpunt ontstond in het denken en handelen over natuur- en waterbeheer. Profiel, Bedum.
2. Carla Alma (1993) De Eemsmonding, een grenzeloos natuurgebied. In: Grenzeloos: de identiteit van het landschap in de Eems Dollard Regio. p. 62-63.
3. Carla Alma & Pieter Dieben (1980) Het landbouwgebied rond de Eemshaven, onderzoek naar de invloed van de Eemshaven op de landbouwstructuur. Afstudeerscriptie Sociale Geografie, RUG, Groningen.